# Marcin Martyniak
Marcin Mateusz Martyniak (ur. 18 kwietnia 1990) – polski ekonomista, menedżer i urzędnik państwowy, w latach 2022–2023 podsekretarz stanu w Ministerstwie Zdrowia.

## Życiorys
Ukończył studia na kierunkach zarządzanie oraz finanse i rachunkowość na Wydziale Zarządzania Uniwersytetu Warszawskiego, kształcił się także w zakresie zarządzania w biznesie na Universidade Lusófona de Humanidades e Tecnologias w Lizbonie. Podjął studia doktoranckie w Katedrze Gospodarki Narodowej Wydziału Zarządzania UW. Początkowo pracował w sektorze prywatnym, odpowiadając za rozwój i finansowanie przedsiębiorstw. Później został zatrudniony jako analityk i doradca w zespole eksperckim Kancelarii Prezesa Rady Ministrów, jako przedstawiciel premiera zasiadł w Radzie Funduszu Medycznego. Objął następnie stanowisko szefa gabinetu politycznego ministra zdrowia Adama Niedzielskiego.
7 kwietnia 2022 powołany na stanowisko podsekretarza stanu w Ministerstwie Zdrowia w miejsce Sławomira Gadomskiego. Powierzono mu odpowiedzialność za inwestycje i analizy. Funkcję pełnił do 13 grudnia 2023.